# Lukas Hinterseer
Lukas Hinterseer (n. 28 març 1991) és un futbolista professional austríac que juga pel FC Ingolstadt 04.
El 6 de maig de 2014, va signar un contracte de tres anys amb el FC Ingolstadt 04. El 5 d'abril de 2016, estén el seu contracte fins al 2017.
És el net de l'excampió olímpic i guanyador de la Copa del Món, l'esquiador alpí Ernst Hinterseer i també el nebot de la cantant i exesquiador alpí Hansi Hinterseer. Va fer el seu debut internacional en una victòria 1–0 contra els EUA el novembre de 2013.

## Referències

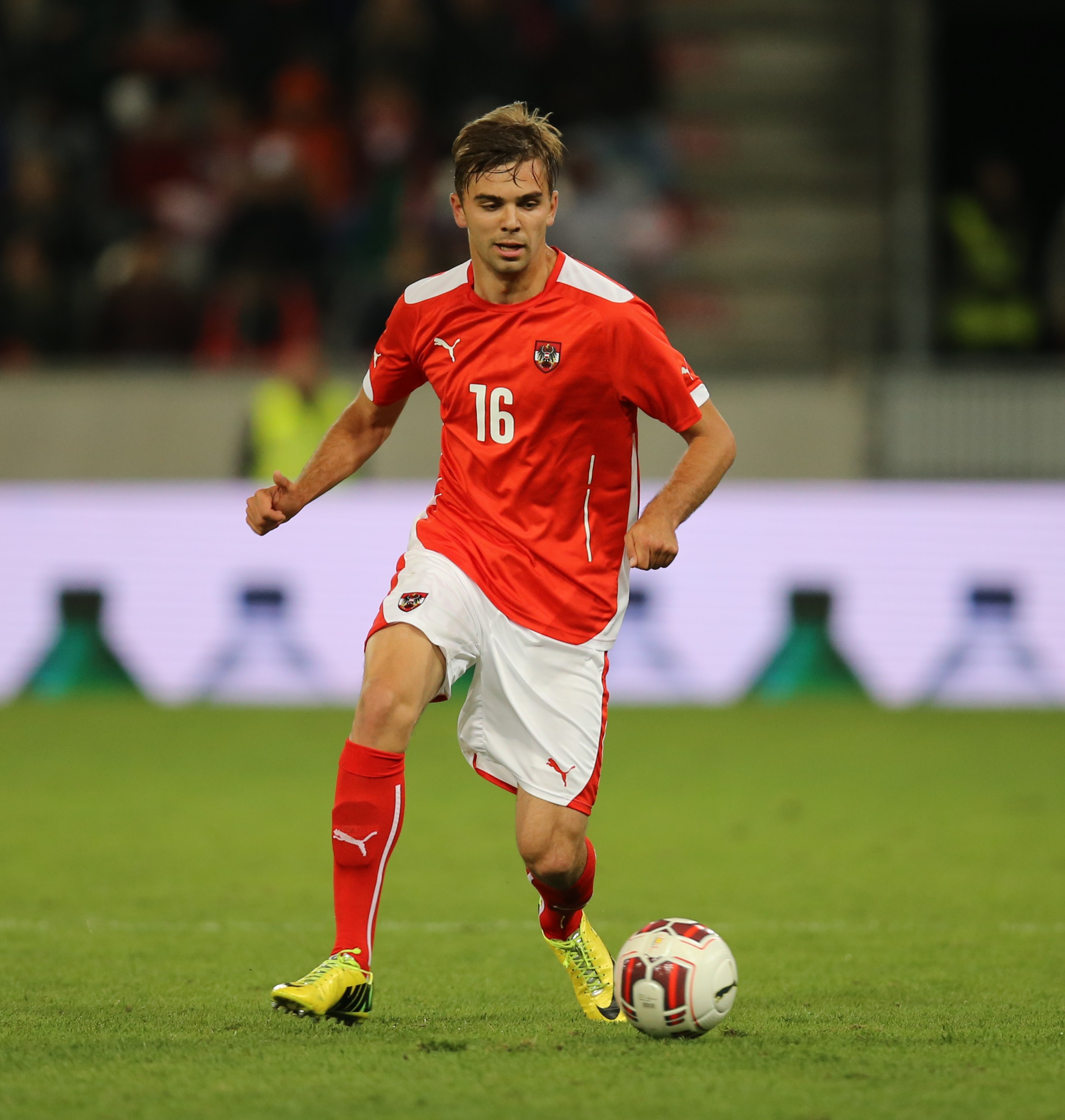
Hinterseer en un partit del 2014 contra Islàndia